# Siegfriedlinjen
Den ursprungliga Siegfriedlinjen (Siegfriedstellung) var en linje av försvarsfort och stridsvagnshinder som byggdes av Tyskland som en del av Hindenburglinjen 1916–1917 i norra Frankrike under det första världskriget. På senare tid har Siegfriedlinjen kommit att beteckna den motsvarande försvarslinjen under det andra världskriget. Den nyare linjen byggdes på 1930-talet, mitt emot den franska Maginotlinjen, som tjänade ett motsvarande syfte. Tyskarna själva kallade denna för Westwall, men de allierade döpte om den efter den tidigare linjen. Denna artikel behandlar den Siegfriedlinje som blev känd under det andra världskriget.
Siegfriedlinjen var ett försvarssystem som sträckte sig mer än 630 km och som innehöll mer än 18 000 bunkrar, tunnlar och stridsvagnshinder. Linjen sträckte sig från Kleve vid gränsen till Nederländerna, längs med gränsen av det gamla tyska imperiet till staden Weil am Rhein vid Schweizgränsen. Linjen planerades av Adolf Hitler mera för propagandasyften än för några reella strategiska syften. Planeringen påbörjades år 1936 och själva bygget pågick mellan 1938 och 1940. Detta var efter att nazisterna hade brutit mot Versaillesfördraget och Locarnofördraget genom att återmilitarisera Rhenlandet år 1936.

## Bakgrund till namnet"Westwall"

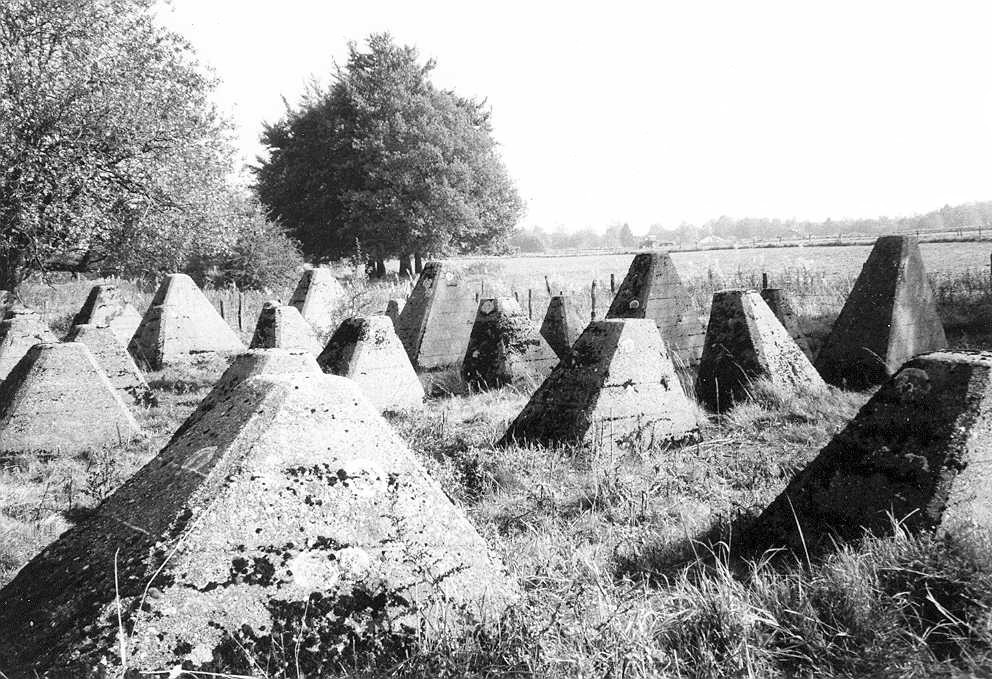
Draktänder - stridsvagnshinder vid Eifel.

Man kan inte med säkerhet säga varifrån det tyska namnet "Westwall" ("Västvallen") kommer. Det är mest troligt att namnet helt enkelt blev allmänt använt i slutet av 1938. Nazistpropagandan använde inte inledningsvis namnet, men det var välkänt från och med mitten av 1939 när Hitler sände ut en "dagsorder till soldaterna och arbetarna på Västvallen" den 20 maj 1939. Det officiella namnet på linjen fram till dess berodde på programmen som beskrivs i nästa sektion av denna artikel. Namnet "Limesprogramm" var till exempel ett avsiktligt täcknamn som valts för att få folk att tänka på de tyska arkeologiska undersökningar som då nyligen hade avslutats vid övre Limes, den gamla romerska gränsen.

## Konstruktionsprogram, 1938–1940
Det förekom flera distinkta byggnadsfaser av Siegfriedlinjen:
- Gränsövervakningsprogrammet (pionjärprogram) för de främsta positionerna (1938)
- Limesprogrammet (1938)
- Aachen-Saar-programmet (1939)
- Geldernplaceringen mellan Brygge och Kleve (1939–1940)
- Västra luftförsvarszonen (1938)

Dessa program hade alla högsta prioritet och man använde alla tillgängliga resurser för att färdigställa dem.

## Vanliga konstruktionstyper
Vid inledandet av varje konstruktionsprogram gjorde man upp ritningar på försvarsnästen som sedan byggdes, ibland i tusental. Denna standardisering av bunkrar, stridsvärn och stridsvagnshinder var nödvändig på grund av brist på råmaterial, transporter och arbetare.

### Pionjärprogrammet
Under huvuddelen av pionjärprogrammet byggdes små bunkrar med tre skyttegluggar mot fronten. Väggarna var bara 50 cm tjocka och gav inget skydd mot giftgas. Soldater som var stationerade där hade inga egna bäddar utan fick hålla sig till hängmattor. Vid utsatta positioner uppfördes dessa bunkrar med små bepansrade "utkiksposter" på taket. Alla dessa konstruktioner ansågs redan föråldrade när de byggdes och kunde enbart erbjuda skydd mot splitter från bomber och kanongranater. Programmet utfördes av gränsvakten (Grenzwacht), en liten militär enhet som aktiverades i Rhenlandet omedelbart efter dess återmilitarisering.

### Limesprogrammet

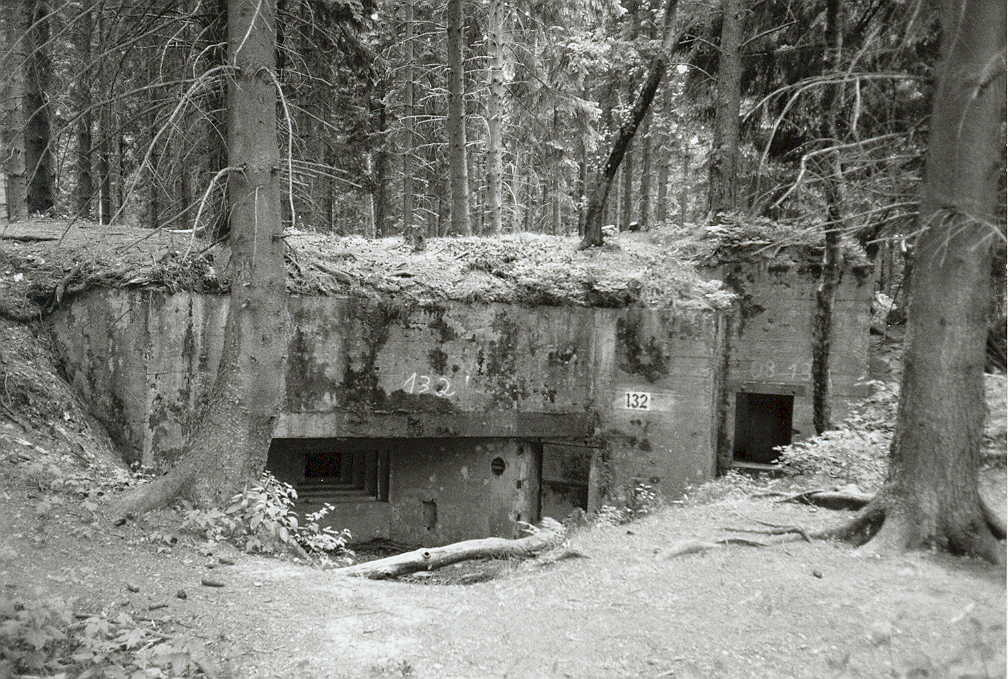
Limesprogrammets Typ 10-bunkrar sedda bakifrån.

Limesprogrammet började på order av Hitler, som ville att fortifikationerna på den västra tyska gränsen skulle stärkas. De bunkrar som byggdes under denna period var bättre konstruerade. Armeringen för dessa typ 10-bunkrar tog troligtvis omkring 20 manår att bygga och varje bunker krävde omkring 287 m³ betong, vilket motsvarar ett litet kvarter med bostäder. 
Bunkrarnas tak och väggar var 1,5 m tjocka. Detta sågs dock som otillräckligt till och med innan bunkrarna färdigställts. Totalt byggdes 3 471 typ 10 -bunkrar längs hela Siegfriedlinjen. Bunkrarna hade ett centralrum eller skydd för 10 till 12 man, med en ingång, stegformade skyttegluggar bakåt och en stridssektion som var 50 cm högre. Denna sektion hade skottgluggar framåt och åt sidorna för kulsprutor samt en separat ingång. Fler skottgluggar fanns för karbiner och hela konstruktionen konstruerades för att vara säker mot giftgas med de erfarenheter som man hade från det första världskriget.
Bunkern värmdes upp med en säkerhetsugn och skorstenen som ledde ut i det fria täcktes med ett tjockt galler. Varje soldat gavs en sovplats och en pall; den officer som hade befälet hade dock en stol. Det fanns mycket lite rum: varje soldat hade omkring 1 m² utrymme, vilket innebar att rummen var fullpackade. 
Inne i de bunkrar som ännu finns kvar finns skyltar på väggarna som skall förbereda mannarna för sina uppgifter: "Väggarna har öron" eller "Släck lyset när skottgluggarna är öppna!"

### Aachen-Saarprogrammet
Bunkrarna som byggdes under detta program var likadana som de som byggdes i Limesprogrammet: typ 107 hade dubbla kulsprutekasematter med betongväggar som var upp till 3,5 m tjocka. En skillnad denna gång var att man inte byggde några skottgluggar framåt, enbart på bunkerns sidor. Skottgluggar byggdes bara framåt i vissa specialfall och de var då skyddade med tunga metalldörrar. Detta program inkluderade städerna Aachen och Saarbrücken som inledningsvis hade legat väster om Limesprogrammets försvarslinje.

### Västra luftförsvarszonen
Den västra luftförsvarszonen (Luftverteidigungszone West eller LVZ West) gick parallellt med de två tidigare linjerna och fortsatte österut: Denna bestod huvudsakligen av luftvärnstorn i betong. Dessa torn uppfördes för att tvinga fientliga flygplan att flyga högre och på så sätt försämra deras träffsäkerhet vid bombfällning. Tornens närskydd utgjordes av bunkrarna från Limes och Aachen-Saarprogrammen.

### Geldernplaceringen

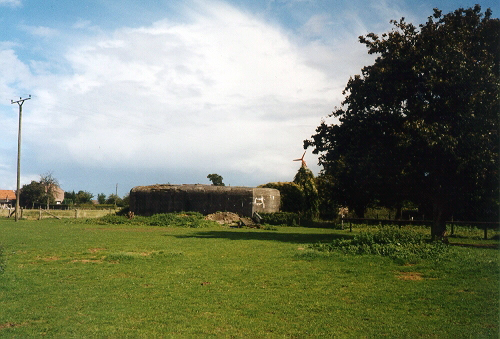
Geldernplaceringens bunkrar nära Kleve.

Geldernplaceringen förlängde Siegfriedlinjen norrut så långt som till Kleve vid Rhen och denna utvidgning började byggas först efter det andra världskrigets utbrott. Siegfriedlinjen slutade ursprungligen i norr nära Brüggen i Viersendistriktet. Huvudsakligen byggdes obeväpnade skyttegravar. För att förstärka konstruktionen byggde man dem i betong och av kamouflageorsaker byggdes skyttegravarna ofta nära bondgårdar.

### Stridsvagnshinder

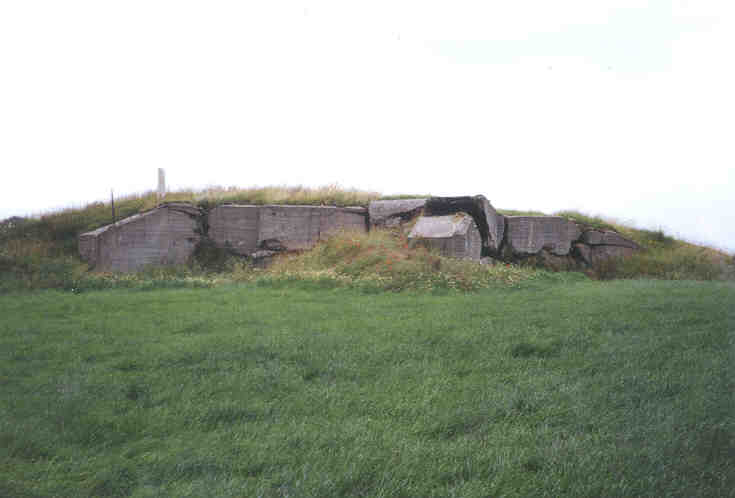
Bunkerruiner vid Aachen.

Miltals med stridsvagnshinder byggdes även längs Siegfriedlinjen och dessa var på grund av sitt utseende kända som "draktänder" eller "finnar" (på tyska kallades de Höcker, "hoppor"). Dessa block av armerad betong stod i flera rader på en enda grundplatta. Det finns två typer av barriärer: Typ 1938 med fyra tandrader som blev högre längre bakåt och Typ 1939 med fem sådana tandrader. Det byggdes även många andra linjer med irreguljära rader av tänder. Ifall läget tillät grävde man vattenfyllda diken istället för stridsvagnshinder. Ett exempel över denna typ av försvar finns norr om Aachen nära Geilenkirchen.

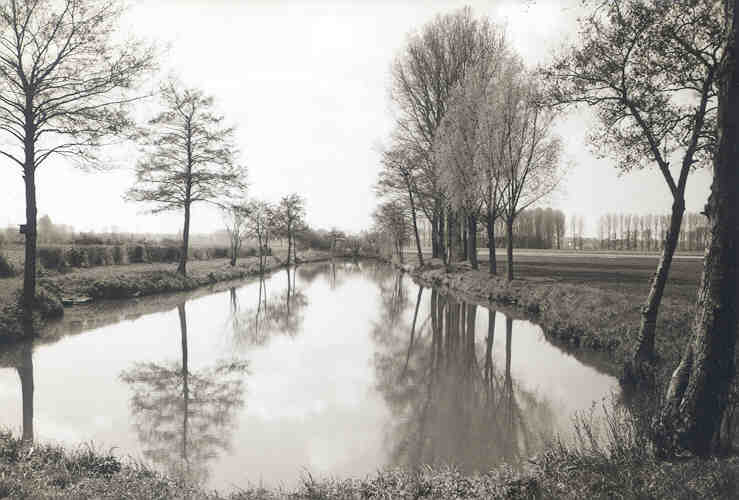
Vattenfyllt dike nära Geilenkirchen.

### Arbetsförhållanden
Bunkrarna som byggdes under pionjärprogrammet uppfördes oftast av privata firmor, men den privata sektorn kunde inte tillhandahålla de mängder arbetare som krävdes för de följande programmen.  Detta gap fylldes av Organisation Todt - en arbetsorganisation som namngivits efter dess grundare, Fritz Todt. Med hjälp av denna organisation samlade man ihop stora mängder arbetare – upp emot en halv miljon samtidigt – som byggde upp Siegfriedlinjen. Transporterna av material och arbetare från hela Tyskland utfördes av Deutsche Reichsbahn som utnyttjade de välutvecklade strategiska järnvägslinjerna som byggts upp vid Tysklands västra gräns under det första världskriget.
Arbetsförhållandena på byggarbetsplatserna var svåra och mycket farliga; till exempel var man tvungen att förlita sig till primitiva arbetssätt för att lyfta och montera den extremt tunga bepansringen (stålplattor som kunde väga upp emot 60 ton). Livet på byggarbetsplatserna och efter arbetsdagens slut var monotont och många gav upp och sökte sig bort.

### Bepansring och vapen
Den tyska industrin kunde inte leverera så många pansarplattor av stål som behövdes för att montera vapnen i bunkrarna, vilket innebar att bunkrarna inte var av stort militärt värde. De bepansrade sektionerna omfattade skottgluggarna och deras luckor samt de bepansrade kupolerna som gav ett 360-gradigt försvar. Tyskland var beroende av andra länder för att tillhandahålla de legeringar som krävdes för att producera de bepansrade plattorna (främst nickel och molybden), vilket ledde till att bepansringen antingen bortlämnades eller producerades med lågkvalitativa material. Denna bristfällighet var till och med synligt på officiella fotografier.
Bunkrarna utrustades med kanoner som visade sig vara otillräckliga under de första krigsåren och därför nedmonterades. Det var inte möjligt att montera de grovkalibriga vapen som skulle ha varit nödvändiga för ett effektivt försvar i de existerande bunkrarna.

## Siegfriedslinjens roll i krigets början
Trots Frankrikes krigsförklaring i början av andra världskriget förekom inga större krigshandlingar vid Siegfriedlinjen vid början av kampanjen i väst. Istället upprätthöll båda sidorna det så kallade Låtsaskriget, där ingendera av sidorna ville anfalla den andra och båda uppehöll sig i sina säkra ställningar. Denna historiska fas har förevigats i Billy Joels sång Siegfried Line, ett hittills opublicerat verk från hans CD-box My Lives som släpptes år 2005. När kampanjen i väst avslutats monterades alla flyttbara vapen ned från Siegfriedlinjen och användes på andra ställen. Betongsektionerna lämnades kvar och blev snart olämpliga för försvar på grund av bristande underhåll. Bunkrarna användes istället som lager, till exempel för jordbruksutrustning.

## Återaktivering av Siegfriedlinjen, 1944
I och med landstigningen i Normandie på Dagen D den 6 juni, 1944, bröt kriget i väster ut igen och en ny situation uppstod. Den 24 augusti, 1944 gav Hitler ett direktiv för att konstruktionen av Siegfriedlinjen skulle återupptas. 20 000 tvångsarbetare och medlemmar av den tyska riksarbetstjänsten (Reichsarbeitsdienst, RAD), av vilka de flesta var 14 till 16 år gamla pojkar, försökte återupprusta linjen för försvarsändamål. Lokalbefolkningen kallades även in för att utföra detta arbete, oftast pansarvärnsdiken.
Under bunkrarnas konstruktion var det redan klart att bunkrarna inte kunde stå emot de nyutvecklade pansarbrytande vapnen. Vid samma tidpunkt som den verkliga Siegfriedlinjen återaktverades byggdes små betongbunkrar upp längs gränsen av det ockuperade området. Dessa bunkrar kallades ”Tobrukbunkrar” (efter hamnstaden Tobruk i östra Libyen). Dessa bunkrar var oftast skyttevärn för enskilda soldater.

## Skärmytslingar vid Siegfriedlinjen
Huvudartikel: Allierades framryckning från Paris till Rhen

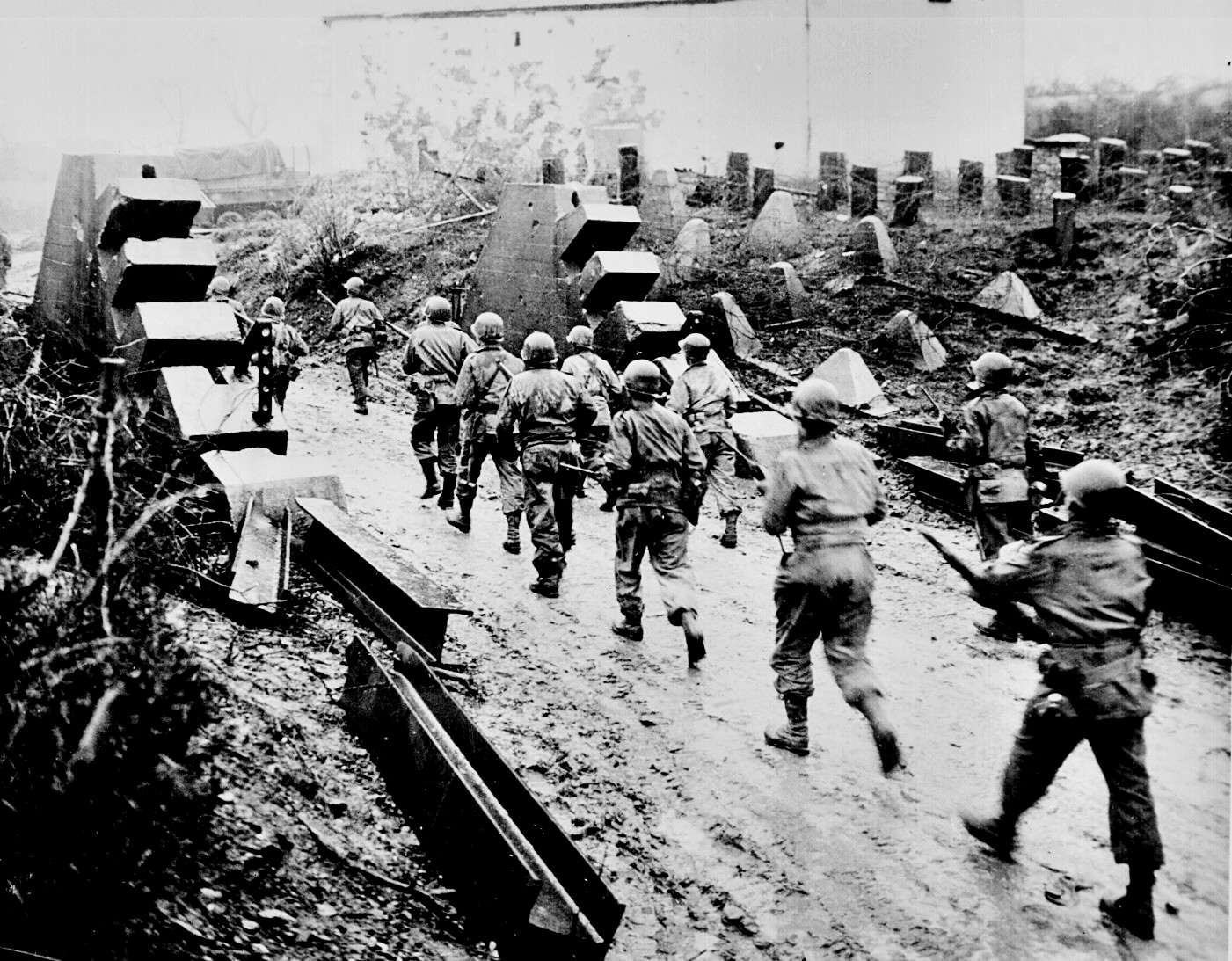
Amerikanska soldater korsar Siegfriedlinjen.

I augusti 1944 skedde de första skärmytslingarna vid Siegfriedlinjen. Den sektion av linjen som man slogs om var Hürtgenwaldområdet i Eifel, 20 km sydost om Aachen. Slaget i detta förvirrande, skogstäta område krävde mer än 10 000 amerikanska dödsoffer; de tyska siffrorna är inte exakt kända, man kan ha uppgått till omkring 12 000.  
Efter slaget om Hürtgenskogen började Ardenneroffensiven. Denna offensiv startade i området söder om Hürtgenwald, mellan Monschau och den Luxemburgiska staden Echternach.  Denna offensiv var ett sista försök av tyskarna att ändra krigets utgång.  Det ledde till stora förluster i människoliv utan att uppnå några bestående resultat.
Det förekom även häftiga strider i andra delar av Siegfriedlinjen. Många tyska soldater vägrade kapitulera på grund av hotet om krigsrätt.  På grund av detta beslut betalade många soldater med sina liv eftersom gruppskyddsrummen inte skyddade dem från anfall.
De sista bunkrarna föll på våren 1945 vid Saarland och Hunsrück.

## Siegfriedlinjen som ett propagandaverktyg
| ”                                                        | Fasta försvarsverk är monument över mänsklighetens dumhet. | „ |
| – General George S. Pattons kommentar om Siegfriedlinjen |                                                            |   |

Siegfriedlinjen var mer värdefull som ett propagandaverktyg än som militärt försvar. Tysk propaganda, både hemma och utomlands, beskrev linjen som ett ogenomträngligt bålverk.
För tyskarna, som byggde linjen, representerade den regimens försvarsintentioner, samtidigt som den för grannstaterna framstod som både hotande och uppmuntrande. Denna strategi visade sig vara mycket framgångsrik, vid både inledningen och slutet av det andra världskriget, från nazisternas synvinkel. Vid krigets början stannade de franska styrkorna bakom sina egna försvarsverk och lät tyskarna anfalla Polen och i krigets slutskede tillbringade de invaderande styrkorna mer tid än nödvändigt vid den ofullbordade och urblåsta Siegfriedlinjen, vilket medgav möjligheter för tyskarna att utföra manövrar i öst. I skenet av detta kan Siegfriedlinjen ses som nazisternas största propagandaframgång med vittgående konsekvenser.
Siegfriedlinjen var ämnet för en populär brittisk sång från 1939 We're Gonna Hang out the Washing on the Siegfried Line. Denna sång återspeglade den tidens sinnesstämning bland trupperna som marscherade till Frankrike.
| We're going to hang out the washing on the Siegfried Line. Have you any dirty washing, mother dear? We're gonna hang out the washing on the Siegfried Line Cause the washing day is here. Whether the weather may be wet or fine We'll just rub along without a care. We're going to hang out the washing on the Siegfried Line If the Siegfried Line's still there... | Vi skall hänga upp torken på Siegfriedlinjen. Har du någon smutstvätt, kära mor? Vi skall hänga upp torken på Siegfriedlinjen. För bykdagen är här. Det är ingen skillnad ifall vädret är vått eller fint Vi kommer skrubba på utan att bry oss. Vi skall hänga upp torken på Siegfriedlinjen. Ifall Siegfriedlinjen ännu finns kvar... |

## Efter kriget

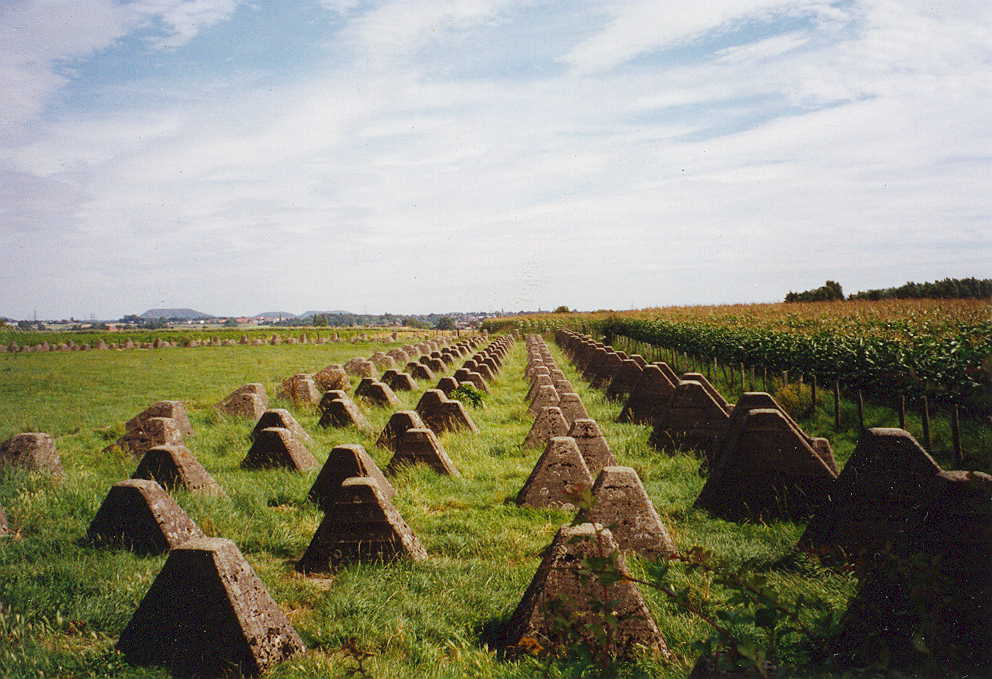
Aachen-Saarprogrammets Typ 39-barriärer med 5 rader draktänder.

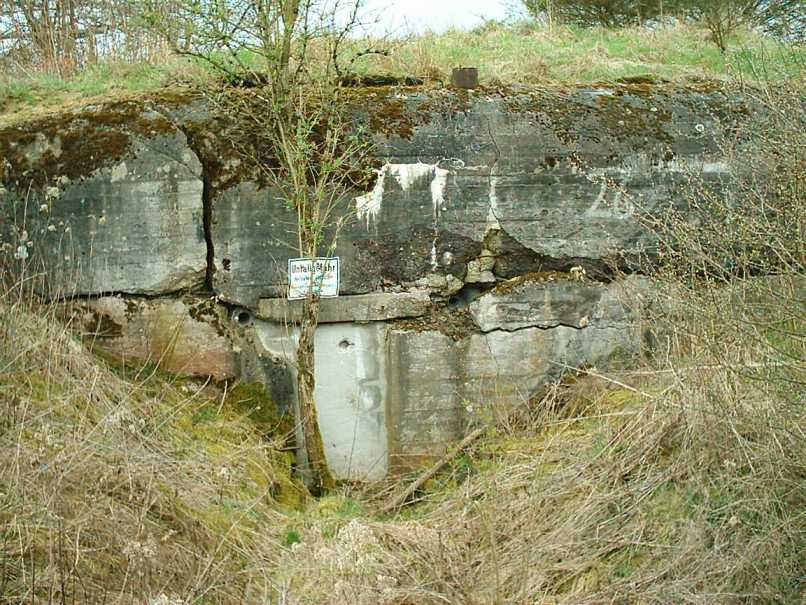
En bunker på Siegfriedlinjen.

Under efterkrigstiden revs många sektioner av Siegfriedlinjen genom sprängning. Detta arbete, såväl som minröjningen vid linjen krävde många människors liv.

### "Obehagligheten som ett minnesmärke"
I Nordrhein-Westfalen finns ännu omkring 30 intakta bunkrar, de flesta andra förstördes genom sprängning eller genom att de täcktes med jord. Stridsvagnshindren finns ännu till stora delar kvar; i Eifelområdet finns det till exempel flera kilometer hinder kvar, vilket kan ge en uppfattning om vad som troligen var den största nazistiska propagandaframgången.
Sedan 1997 har man börjat försöka bevara återstoden av Siegfriedlinjen som ett historiskt monument under mottot "Värdet av obehagligheten som ett minnesmärke" (Der Denkmalswert des Unerfreulichen). På så sätt försökte man förhindra radikala högerextremisters användning av Siegfriedlinjen som propaganda. Man försökte även ändra bilden av linjens impermeabilitet: om det är ett minnesmärke kan de som är intresserade själva gå dit och bilda sig en uppfattning.
Vid samma tidpunkt gav även staten visst stöd för att förstöra återstoden av Siegfriedlinjen. På grund av detta utfördes nödarkeologiska arbeten så fort någon del av linjen skulle tas bort, som vid vägbyggen. Den arkeologiska aktiviteten kunde inte förhindra att sektionerna förstördes, men säkrade information om linjens uppbyggnad och förde forskningsarbetet framåt. Det är ännu en känslig fråga ifall det är rättfärdigt att bevara dessa militära strukturer – vars funktion liknade den romerska Limesgränsen – i och med att de byggdes av nazisterna.

### Naturskydd vid Siegfriedlinjen

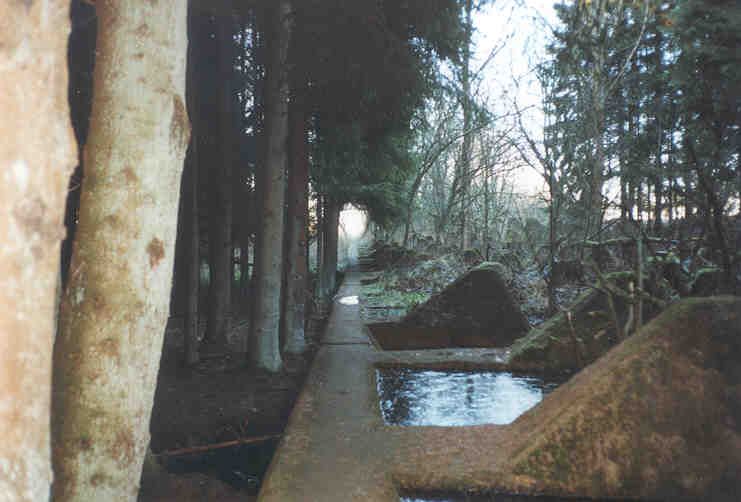
Siegfriedlinjen som en kedja av biotoper.

Naturkonservatörer anser att återstoden av Siegfriedlinjen är värdefullt som en kedja av biotoper där ovanliga djur och växter kan finna skydd, tack vare dess storlek. Skyddet stärks av att betongruiner inte kan användas vid jordbruk eller skogsbrukshållning.